# Fumiko Saiga
Fumiko Saiga (齋賀 富美子 Saiga Fumiko?, Marugame, Japón 30 de noviembre de 1943-La Haya, Países Bajos, 24 de abril de 2009) fue una diplomática japonesa y la primera japonesa y mujer asiática en ser magistrada de la Corte Penal Internacional. Su labor se centró en los derechos humanos y la igualdad de género. Como política, fue vicegobernadora de la prefectura de Saitama entre 1998 y 2000.

## Carrera
Saiga se licenció en la Universidad de Estudios Extranjeros de Tokio en 1966. Saiga ingresó en el Ministerio de Asuntos Exteriores inmediatamente después de graduarse. La mayoría parte de su carrera se desarrolló en Japón y culminó en 1998, cuando fue elegida vicegobernadora de la prefectura de Saitama. En 2000, Saiga fue nombrada cónsul general del consulado de Japón en Seattle. También fue embajadora en Noruega e Islandia.
La labor de Saiga estuvo relacionada principalmente con los derechos humanos. En 2001 se adhirió a la Convención sobre la Eliminación de Todas las Formas de Discriminación contra la Mujer. También abogó por los ciudadanos japoneses secuestrados por Corea del Norte.
Saiga fue electa miembro de la Corte Penal Internacional en noviembre de 2007 y se juramente a su cargo en enero de 2008. Fue la primera mujer asiática en ser elegida miembro de la Corte, y la primera persona procedente de Japón. Durante su mandato en el tribunal, supervisó la investigación de los crímenes de guerra en la República Democrática del Congo. Aunque no tenía formación jurídica formal y sus conocimientos de derecho internacional eran limitados, obtuvo 2/3 de los votos necesarios para ser elegida para el cargo. Tras su muerte repentina en La Haya en 2009, se modificó el proceso de nombramiento, y un grupo independiente revisa todas las candidaturas antes de la elección.
Se le concedió la Orden del Tesoro Sagarado.[cita requerida]